# Podgrad pri Vremah
Podgrad pri Vremah je naselje v Občini Divača.